# What I Want
«What I Want» —en español: «Lo que quiero»— es una canción escrita y grabada por la banda inglesa Dead or Alive. Fue coproducida por el grupo y Zeus B. Held y publicada en agosto de 1983 como segundo sencillo del álbum debut de Dead or Alive, Sophisticated Boom Boom.

## Antecedentes
La canción no fue un éxito cuando se publicó, alcanzando la octogésima octava posición en la UK Singles Chart. Tras el éxito top 40 de Dead or Alive en el Reino Unido con That's the Way (I Like It), «What I Want» fue reeditada en junio de 1984. No funcionó mucho mejor durante su segunda entrada en las listas, alcanzando solo una posición superior, la octogésimo séptima.

## Lista de canciones
| UK 7" |                                    |          |  |
| N.º   | Título                             | Duración |  |
| 1.    | «What I Want»                      | 3:42     |  |
| 2.    | «The Stranger» (versión regrabada) | 4:52     |  |

| UK 12" |                                    |          |  |
| N.º    | Título                             | Duración |  |
| 1.     | «What I Want (Dance Mix)»          | 6:12     |  |
| 2.     | «The Stranger» (versión regrabada) | 4:52     |  |

## Rendimiento en las listas
El sencillo fue reeditado en junio de 1984, sin embargo, supuso un éxito ligero, pero mayor que el original. Ambas versiones entraron en las listas del Reino Unido, con solo unas pocas posiciones de por medio.
| Listas (1983)    | Mejor posición |
| ---------------- | -------------- |
| UK Singles Chart | 88             |
| Lista (1984)     | Mejor posición |
| UK Singles Chart | 87             |

- Datos: Q4019271